# Méthode de Kish
La méthode de Kish est une procédure de sélection au hasard d’un individu parmi les individus éligibles d’un ménage appartenant à l’échantillon d’une enquête auprès des ménages, proposée par Leslie Kish. L’individu sélectionné, ou « individu Kish » est celui qui sera interrogé ou sur lequel des données seront collectées. Il existe diverses variantes de cette méthode, et plusieurs alternatives. L’expression « individu Kish » est utilisée même quand la méthode de sélection diffère totalement de celle proposée par Kish.

## Le problème
Lors d’une enquête auprès des ménages, il n’est en général ni nécessaire ni utile d’interroger (ou de collecter des informations) sur tous les membres de chaque ménage de l’échantillon. Tout d’abord on ne s’intéresse qu’aux individus éligibles (par exemple, les personnes résidentes âgées de 15 à 59 ans pour une enquête sur l’emploi, les enfants de moins de 5 ans pour une enquête sur la petite enfance). Ensuite, on peut n’enquêter que sur un des individus éligibles du ménage. Choisir le premier individu éligible qui se présente sera une source évidente de biais.  Par exemple, lors d’une enquête sur l’emploi conduite pendant les heures de travail on trouvera beaucoup plus de chômeurs et d’inactifs à leur domicile que dans la population totale. Si on choisit une personne au hasard parmi les individus éligibles du ménage, les individus appartenant à des ménages ayant quatre personnes éligibles auront quatre fois moins de probabilité d’être sélectionnés que les individus seuls éligibles de leur ménage – ce qui peut être compensé en sélectionnant les ménages avec une probabilité inverse à leur taille en termes d’individus éligibles ou en pondérant les réponses.

## Les méthodes de sélection des «individus Kish»
Leslie Kish a proposé une méthode de sélection utilisable dès qu’on connaît le nombre d’individus éligible du ménage et leur âge, même approximatif, au moyen d’’un tableau dit « tableau de Kish ». Dans sa forme la plus simple, elle permet de sélectionner les individus avec une probabilité égale. Elle permet également de sélectionner les individus avec des probabilités inégales, mais connues.
La méthode originale de Kish crée un léger biais dans les populations possédant de nombreux ménages de taille supérieure à six, et peut être améliorée. Il existe ainsi plusieurs méthodes alternatives de sélection des individus Kish, qui diffèrent de celle proposée à l’origine par Leslie Kish.
En pratique, il est difficile de mettre en œuvre parfaitement ces méthodes. Par exemple, si l’individu Kish ne peut être contacté et doit être remplacé par un autre disponible pour une entrevue, les personnes souvent en mission loin de leur domicile (comme les représentants de commerce) seront moins représentées que les autres (notamment les travailleurs à domicile, les chômeurs, les économiquement inactifs). A coût de collecte et de traitement des données égal, il faudra examiner si d’autres méthodes d’échantillonnage ne sont pas plus efficaces. Par exemple la sélection d’un nombre moindre de ménages mais de deux individus Kish par ménage (quand il y a au moins deux individus éligibles dans le ménage) ou même de tous les individus éligibles, ce qui supprime le problème de sélection.